# セルゲイ・シモノフ
セルゲイ・ガヴリロヴィチ・シモノフ（ロシア語: Сергей Гаврилович Симонов, ロシア語ラテン翻字: Sergei Gavrilovich Simonov、1894年4月9日 - 1986年5月6日）は、ロシアの銃器設計者。アサルトライフルの父の一人。
シモノフが設計した銃として、SKSカービンが特に著名であるが、1920年代から1930年代にかけ半自動火器やアサルトライフルの分野において、ウラジーミル・フョードロフおよびフョードル・トカレフの指導の下、先駆的な業績を残している。初期に設計した銃には、M1ガーランドやM1カービン、AK-47、M16自動小銃といった後代の名銃に先んじる機構が取り入れられていた。

## 生涯
シモノフは1894年にフェドトヴォで生まれ、小学校卒業後すぐに工場で仕事に就いた。第一次世界大戦末には、技術的な基礎課程を修めてウラジーミル・フョードロフの下でフェドロフM1916の開発に携わった。ロシア革命の後、シモノフはモスクワ工業学校で勉学を続け、1924年に卒業してトゥーラ兵器廠に勤務した。1926年にはトゥーラの品質管理監督者になり、1927年にはフョードロフが設立した小火器設計局でフョードロフの直属の部下として勤務した。彼が開発したシモノフM1936半自動小銃は第二次世界大戦初期の1940年頃まで配備されたが、後に第一線部隊への配備からは外され、他の半自動小銃に更新された。
第二次世界大戦中もシモノフは設計を進め、14.5×114mm弾を使用する自動装填式対戦車ライフル、シモノフPTRS1941を開発した他、それをスケールダウンしてSKSカービンを開発した。シモノフM1936は制式採用されたものの短命に終わったが、これは当時ソ連軍の標準小銃弾であった7.62×54mmR弾の採用を義務づけられたことが原因で、フョードル・トカレフが設計したトカレフM1940半自動小銃も7.62×54mmR弾のリムが薬室に引っかかり半自動射撃の際の動作信頼性に難があったことからも明らかである。シモノフの設計の正しさはPTRS1941で証明され、SKSカービンの成功に繋がった。
1943年までに、戦場での実地調査により交戦距離は100メートルから300メートルの間に留まるため、より短く非力な弾薬でも問題ないことがわかり、7.62×39mm弾が開発された。これを使用する新型ライフルを実地試験に供して有用性を確認するため、SKSの初期生産型がバグラチオン作戦に投入された。結果は良好で、いくつか微調整が施されてSKS-45として制式採用され、トカレフM1940を更新した。

## 叙勲
- 社会主義労働英雄 (1954年)
- レーニン勲章 (3回)
- 十月革命勲章
- 2等クトゥーゾフ勲章
- 赤星勲章
- 1等祖国戦争勲章
- 労働赤旗勲章
- ロシア・ソビエト連邦社会主義共和国栄誉発明賞 (1964年)
- ウラジーミル・イリイチ・レーニン生誕百周年記念メダル
- スターリン賞 (1942年、1949年の2回)